# Héctor Calderón
Héctor Ariel Calderón Llave (Uyuni, 3 de noviembre de 1992) es un futbolista boliviano. Juega como delantero y su equipo actual es Oruro Royal de la Asociación de Fútbol Oruro.

## Trayectoria
Desarrolló la mayor parte de su carrera en San José. También jugó Copa Sudamericana con Nacional Potosí en 2014.

## Selección nacional
Calderón recibió su primera convocatoria a la selección boliviana para el microciclo de febrero de 2016, en el marco de preparación para la quinta jornada de las eliminatorias del mundial Rusia 2018, convocado por el entrenador Julio César Baldivieso.

## Clubes
| Club                  | País    | Año           |
| --------------------- | ------- | ------------- |
| San José              | Bolivia | 2011 - 2014   |
| C. A. Nacional Potosí | Bolivia | 2014          |
| San José              | Bolivia | 2015 - 2016   |
| Always Ready          | Bolivia | 2017          |
| San Isidro            | Bolivia | 2018-2019     |
| Sur-Car               | Bolivia | 2020          |
| San Isidro            | Bolivia | 2021          |
| Deportivo Shalón      | Bolivia | 2021          |
| Oruro Royal           | Bolivia | 2022-presente |

## Palmarés

### Títulos regionales
| Título          | Club       | País    | Año  |
| --------------- | ---------- | ------- | ---- |
| Primera B (AFO) | San Isidro | Bolivia | 2018 |